# Микулчик, Камил
Камил Микулчик (словац. Kamil Mikulčík, род. 18 ноября 1977 в Трнаве) — словацкий певец и актёр, солист словацкой джаз-группы «Fragile».
Вместе с Нэлой Поцисковой принимал участие на конкурсе песни Евровидение 2009 (как участник от Словакии) с песней «Let' tmou». Интересно, что это было первое выступление участников Словакии на Евровидении после бойкотирования этой страной конкурса с 1999 по 2008 гг.
На Евровидении дуэт получил всего 8 баллов, и финишировал на восемнадцатой (предпоследней) позиции во втором полуфинале. На данный момент это наихудший результат Словакии на этом конкурсе.

## Дискография

### Альбомы
- Voice mail (2007)
- Vianoce (2009)